# Anama (Nový Zéland)
Anama je řídce osídlená lokalita v oblasti Canterbury na jižním ostrově Nového Zélandu. Leží na řece Hinds a severnější řece Ashburton v nedaleké Mount Somers. Mezi další blízké osady patří Valetta na východě, Mayfield na jihu a Montalto na západě. V březnu 2002 oslavila anamská škola sté výročí založení.
Anama, domorodé slovo, vděčí za své pojmenování W.S. Peterovi, podle jména stanice Anama, pastoračního majetku v jižní Austrálii, který vlastnil Peterův švagr.
Anama byla železniční konečná stanice. 3. října 1882, byla v Anamě otevřena 30,9 km dlouhá odbočka z křižovatky s Hlavní jižní linií v Tinwaldu, jižně od Ashburtonu. Tato linie, později známá jako pobočka Mount Somers, byla 1. března 1884 rozšířena o Cavendish.
Cestujícím sloužily především smíšené vlaky. Nicméně kvůli klesajícímu patronátu, způsobenému zvýšeným používáním motorových vozidel, již cestující po 9. lednu 1933 nebyli nadále přepravováni. Nákladní doprava zůstala po několik let stabilní, ale po druhé světové válce klesla do té míry, že železnice neměla zisk. Byla zavřena 1. ledna 1968.
Jistá část dráhy je stále vidět v okolí Anamy. Nástupiště anamské stanice a nakládací banka stále setrvávají v původní podobě. 